# Бел Ил ан Тер
Бел Ил ан Тер (фр. Belle-Isle-en-Terre) насеље је и општина у северозападној Француској у региону Бретања, у департману Приморје која припада префектури Генган.
По подацима из 2011. године у општини је живело 1.079 становника, а густина насељености је износила 76,47 становника/km². Општина се простире на површини од 14,11 km². Налази се на средњој надморској висини од 99 метара (максималној 266 m, а минималној 77 m).

## Демографија
| 1962. | 1968. | 1975. | 1982. | 1990. | 1999. | 2011. |
| ----- | ----- | ----- | ----- | ----- | ----- | ----- |
| 1.053 | 1.142 | 1.185 | 1.204 | 1.067 | 1.099 | 1.079 |

График промене броја становника у току последњих година